# Blechnum vestitum
Blechnum vestitum là một loài thực vật có mạch trong họ Blechnaceae. Loài này được (Blume) Kuhn mô tả khoa học đầu tiên năm 1869.